# 查基馬尤河
19°40′S 65°28′W / 19.667°S 65.467°W
查基馬尤河（Ch'aki Mayu），是玻利維亞的河流，位於該國西南部波托西省，流經托马斯·弗里亚斯县、科尔内略·萨韦德拉县和利纳雷斯县，最終注入皮科馬約河。